# Caesalpinia welwitschiana
Caesalpinia welwitschiana är en ärtväxtart som först beskrevs av Daniel Oliver, och fick sitt nu gällande namn av John Patrick Micklethwait Brenan. Caesalpinia welwitschiana ingår i släktet Caesalpinia och familjen ärtväxter. Inga underarter finns listade i Catalogue of Life.